# Kenneth Rexroth
Kenneth Charles Marion Rexroth (South Bend, 22 dicembre 1905 – Montecito, 6 giugno 1982) è stato un poeta e traduttore statunitense.

## Biografia
Kenneth Rexroth fu uno dei primi poeti statunitensi ad esplorare le tradizioni poetiche giapponesi come l'haiku. È indicato come il promotore del rinascimento poetico di San Francisco ed è correlato alla Beat Generation, sebbene più tardi criticò questo movimento. Le poesie, i saggi e gli articoli di Rexroth riflettono i suoi interessi nei confronti del jazz, della politica, della cultura e dell'ecologia. La poetica di Rexroth è simile a quella di Du Fu, che tradusse, poiché esprimeva indignazione nei confronti delle ineguaglianze del mondo da un punto di vista esistenziale.
Kenneth Charles Marion Rexroth era figlio di Charles Rexroth, un promotore farmaceutico, e di Delia Reed. Sua madre morì nel 1916 e suo padre nel 1918, per cui egli andò a vivere con la zia a Chicago dove studiò al Chicago Art Institute. Nel 1923 e nel 1924 fu incarcerato come comproprietario di un bordello. Sposò Andree Dutcher nel 1927, un'artista di Chicago, che morì per le complicanze dell'epilessia nel 1940. 
Rexroth ebbe due figlie, Mary e Katherine, dalla sua terza moglie, Marthe Larsen.
Durante gli anni settanta, insieme al discepolo Ling Chung, tradusse l'opera della famosa poetessa della dinastia Song Li Qingzhao e una antologia di altre poetesse cinesi, con il titolo The Orchid Boat.
Con la pubblicazione di The Love Poems of Marichiko, Rexroth dichiarò di aver tradotto la poesia di un poeta giapponese morto da tempo; si scoprì successivamente che ne fu invece egli l'autore ed acquisì riconoscimenti dalla critica per essere riuscito a tradurre le sensazioni autentiche di un'altra cultura e periodo storico.
Kenneth Rexroth fu incluso nell'influente serie antologica Penguin Modern Poets della Penguin Books, che gli permise di ampliare la sua reputazione al di fuori degli Stati Uniti d'America.
I suoi lavori indicano la familiarità con temi che spaziano dall'anarchia, alla pittura, alle religioni del mondo, alla filosofia e letteratura cinese classica.

## Opere
- Beyond the Mountains: Four Plays in Verse (1951). New York: New Directions
- Bird in the Bush: Obvious Essays (1959)
- Assays (1961)
- Classics Revisited (1964; 1986). New York: New Directions
- Flower Wreath Hill: Later Poems (1991)
- Collected Shorter Poems (1966). New York: New Directions
- Collected Longer Poems (1968). New York: New Directions
- The Alternative Society: Essays from the Other World (1970). Herder & Herder.
- With Eye and Ear (1970). Herder & Herder.
- American Poetry in the Twentieth Century (1971). Herder & Herder.
- The Elastic Retort: Essays in Literature and Ideas (1973). Seabury.
- Communalism: From Its Origins to the Twentieth Century (1974). Seabury.
- Selected Poems (1984). New York: New Directions
- World Outside the Window: Selected Essays (1987). New York: New Directions
- More Classics Revisited (1989). New York: New Directions.
- An Autobiographical Novel (1964; expanded edition, 1991). New York: New Directions
- Kenneth Rexroth & James Laughlin: Selected Letters (1991). Norton.
- Sacramental Acts: The Love Poems (1997). Copper Canyon.
- Swords That Shall Not Strike: Poems of Protest and Rebellion (1999). Glad Day.
- Complete Poems (2003). Copper Canyon.

### Opere tradotte in italiano
- Su quale pianeta

### Traduzioni
- 30 Spanish Poems of Love and Exile (1956). San Francisco: City Lights.
- 100 Poems from the French (1972). Pym-Randall.
- 100 Poems from the Chinese. New York: New Directions.
- 100 More Poems from the Chinese. New York: New Directions.
- Women Poets of China. New York: New Directions.
- Complete Poems of Li Ch’ing-Chao. New York: New Directions.
- 100 Poems from the Japanese. New York: New Directions.
- 100 More Poems from the Japanese. New York: New Directions.
- Women Poets of Japan. New York: New Directions.
- Seasons of Sacred Lust: Selected Poems of Kazuko Shiraishi. New York: New Directions.
- Selected Poems of Pierre Reverdy. New York: New Directions.
- 14 Poems by O. V. de Lubicz-Milosz. Copper Canyon.
- Poems from the Greek Anthology. Ann Arbor.